# Adamson-Eric museum
Het Adamson-Eric museum is een kunstmuseum in de Estse hoofdstad Tallinn gewijd aan de kunstenaar Adamson-Eric.
De collectie van het museum begon met een royale donatie van bijna duizend kunstwerken van verschillende genres en technieken, geschonken door Mari Adamson, de weduwe van Adamson-Eric. De meeste van deze werken zijn te zien in de permanente tentoonstelling die op 2 december 1983 werd geopend.
Het museumgebouw werd voor het eerst vermeld in 1542 en bevindt zich in de oude binnenstad. Adamson-Eric heeft echter geen persoonlijke band met het gebouw.
Het museum organiseert verschillende thematische en persoonlijke tentoonstellingen om Estse expatriate kunst, werken van vrouwelijke kunstenaars en het oeuvre van Adamson-Eric's tijdgenoten te presenteren. Ook biedt het museum workshops voor kinderen, lezingen, concerten, dans- en theatervoorstellingen en filmvertoningen. Het museum heeft ook internationale samenwerkingen gehad met musea in Letland, Finland en Japan.
Het museum wordt gerund door de stichting Kunstmuseum van Estland, die tevens verantwoordelijk is voor het beheer van KUMU, het Kadriorgpaleis, de Sint-Nicolaaskerk en het Mikkelmuseum.
Kadriorgpaleis · Sint-Nicolaaskerk · KUMU · Mikkelmuseum · Adamson-Eric Museum